# Langues tupi-guarani
Les langues tupi-guarani sont un groupe de langues amérindiennes et forment la branche la plus importante de la famille des langues tupi. Leur nom vient de deux des principales langues de cette famille, le tupi et le guarani.
D'après la légende, Tupí et Guaraní étaient deux frères qui se sont disputés et séparés ; le mot guaraní signifie aussi guerrier. Guaraní s'en alla s'installer dans la région de l'actuel Paraguay où il établit une riche descendance.
Les langues du groupe tupi-guarani s'étendent le long des grands fleuves de l'est de l'Amérique du Sud : le Paraguay, le Parana, 
l'Uruguay (tous trois des noms guaranis, guaí signifiant fleuve), l'Amazone.
Le groupe tupi-guarani est celui ayant la plus grande extension géographique des groupes linguistiques natifs de l'Amérique du Sud.

## Classification interne du tupi-guarani
Les langues tupi-guarani sont selon Rodrigues, dans sa classification de 2007, réparties en huit sous-groupes, nommés des branches et numérotés de I à VIII.

### Langues tupi-guarani
- Branche I :
  - guarani ancien
  - kaiwá (ou kayová, pãi)
  - ava-guarani (ou chiripá, nhandeva)
  - mbyá
  - guarani du Paraguay
  - xetá (ou shetá, hetá) (en)
  - chiriguano (ou  ou áva)
  - izoceño (ou  ou izozó, chané)
  - tapieté
  - guayaki (ou aché)

- Branche II :
  - guarayo (ou guarayú, guarani de Bolivie)
  - pauserna
  - sirionó
  - yuki

- Branche III :
  - tupi
  - língua geral paulista
  - tupinambá
  - nheengatu (ou lingua geral amazônica)

- Branche IV :
  - tapirapé (en) Masque tapirapé (coll. MHNT)
  - asuriní du Tocantins
  - parakanã (en)
  - suruí (ou mujetire)
  - avá-canoeiro (en)
  - turiwara

- Branche V :
  - araweté (en)
  - anambé de Cairari (en)
  - asuriní du Xingú (en)
  - amanajé (ou amanayé) (en)
  - ararandewara

- Branche VI :
  - apiaká (en)
  - kayabi (en)
  - kagwahiva (pt) :
    - parintintin
    - amondawá
    - karipúna (ou karipuna, karipouna)
    - uruewawáu
    - tupi du Machado
    - pawaté
    - wirafera
    - juma (pt) (voir Jumas)

- Branche VII :
  - kamayurá

- Branche VIII :
  - wayãpi (ou wajãpi, wayampi, anciennement oyampi)
  - Wayampipukú
  - émérillon
  - zo’é (ou zoé, jo’é, puturú)
  - ka’apór (ou urubú ka’apór) (en)
  - guajá (en)
  - awré-e-awrá
  - anambé (en)
  - takonhapé

### Sources et bibliographie
- A. Métraux, « Migrations historiques des Tupi-Guarani » in Journal de la Société des américanistes, t. XIX, p. 1-45, Paris, 1927« Migrations historiques des Tupi-Guarani sur le site Persée »(Archive.org • Wikiwix • Archive.is • Google • Que faire ?)
- (en) Rodrigues, Aryon, Tupi Languages in Rondônia and in Eastern Bolivia, Language Endangerment and Endangered Languages, Leo Wetzels (Éditeur), pp. 355-363, Indigenous Languages of Latin America 5, Leyde, CNWS Publications, 2007  (ISBN 978-90-5789-154-0).